# عبد الله اليزدي
نجم الدين عبد الله بن الحسين البهابادي اليزدي (؟ - 1573) عالم مسلم ومنطقي إيراني في القرن 10 هـ/16 م. ولد في بهاباد في إقليم يزد ودرس في شيراز ثم هاجر إلى النجف وسكنها بقية عمره مواصلا التدريس والتعليم وهو صاحب الحاشية المشهورة المتداولة على تهذيب المنطق للتفتازاني في المدارس الدينية الجعفرية. من مؤلفاته التجارة الرابحة في تفسير سورة الفاتحة و شرح قواعد الأحكام في الفقه. توفي في النجف ودفن في العتبة العلوية. 

## سيرته
ولد عبد الله بن الحسين البهابادي في بهاباد بيزد وتلمذ في شيراز على جمال الدين محمود الشيرازي وغيره من علماء عصره، ثمّ انتقل إلى النجف وسكنها بقية عمره مواصلا التدريس والتعليم، وهو صاحب الحاشية المشهورة المتداولة على تهذيب المنطق للتفتازاني.

يشير كاظم عبود الفتلاوي في مشاهير المدفونين في الصحن العلوي الشريف إلى «نوع غموض في حياته، ولم تسعفنا المصادر المتداولة إلاّ بنزر من أحواله، لذا تجد ارتباكاً واضحاً بين شخصيته وشخصية جد الملالي خزنة حرم أميرالمؤمنين عليه‌السلام والمسمّى أيضاً بـ (الملاّ عبد الله) ، وحاصله أنّ الأوّل من أعلام القرن العاشر الهجري، والثاني من أهل القرن الحادي عشر والمسألة تحتاج إلى تحقيق.»

توفي بالنجف سنة 981 هـ / 1573 م ودفن في العتبة العلوية في الصحن الشريف داخل الرواق.

## مدرسة الملا عبد الله اليزدي في النجف
اسسها عبد الله اليزدي في النجف وهي اخر مدرسة يعود تاريخها للفترة ما قبل منتصف القرن العاشر الهجري. وهي مدرسة في طرف المشراق وتقع في حارة آل كمونة، وتعرف في بعض الصكوك بالمدرسة القديمة. وكانت مدرسة الملا عبد الله آهلة بطلبة العلم في عهد أحمد بن محمد الأردبيلي. 

## مؤلفاته
- التجارة الرابحة في تفسير سورة الفاتحة
- حاشية تهذيب المنطق
- حاشية شرح الشمسية
- حاشية على حاشية الخطائي
- شرح قواعد الأحكام في الفقه

## وصلات خارجية
- مخطوطة حاشية ملا عبد الله اليزدي بخط محمد عارف الخالدي